# 阿波大谷駅
阿波大谷駅（あわおおたにえき）は、徳島県鳴門市大麻町大谷前場にある、四国旅客鉄道（JR四国）鳴門線の駅である。駅番号はN05。

## 歴史
- 1961年（昭和36年）4月15日：開業[2]。
- 1987年（昭和62年）4月1日：国鉄分割民営化によりJR四国に継承[2]。

## 駅構造
単式ホーム1面1線の地上駅（盛土上）で、ホームにベンチ6席とベンチの部分を覆う上屋のみの無人駅である。駅舎は併設されていない。

## 駅周辺
駅周辺は大谷焼の生産地である。ホーム上からは、窯元の煙突が並んでいるのがよく見える。
- 鳴門市堀江北小学校
- 堀江郵便局
- 土御門天皇火葬塚
- 宇志比古神社
- 本家松浦酒造場 - 日本酒醸造所
- 徳島県道12号鳴門池田線
- 旧撫養街道
- 徳島バス「阿波神社前」、「大師前」停留所

## 隣の駅
四国旅客鉄道（JR四国）
■鳴門線
■普通（平日下り1本は当駅通過）
池谷駅 (N04) - 阿波大谷駅 (N05) - 立道駅 (N06)